# Visibaba
Visibaba (en serbe cyrillique : Висибаба) est une localité de Serbie située dans la municipalité de Požega, district de Zlatibor. Au recensement de 2011, elle comptait 1 191 habitants.
Visibaba est officiellement classée parmi les villages de Serbie.

## Histoire
Le village de Visibaba, situé à proximité immédiate de Požega, conserve notamment cinq sites classés remontant l'époque romaine et datés du IIe et du IIIe siècle, ceux de Blaškovina, de Vesovina et Krčevina, de Varošište, de Bolnica et de Savinac.

## Démographie

### Évolution historique de la population
| 1948  | 1953  | 1961  | 1971  | 1981  | 1991  | 2002  | 2011  |
| ----- | ----- | ----- | ----- | ----- | ----- | ----- | ----- |
| 1 031 | 1 085 | 1 201 | 1 072 | 1 224 | 1 215 | 1 232 | 1 191 |

|  |